# Едвард Теллер

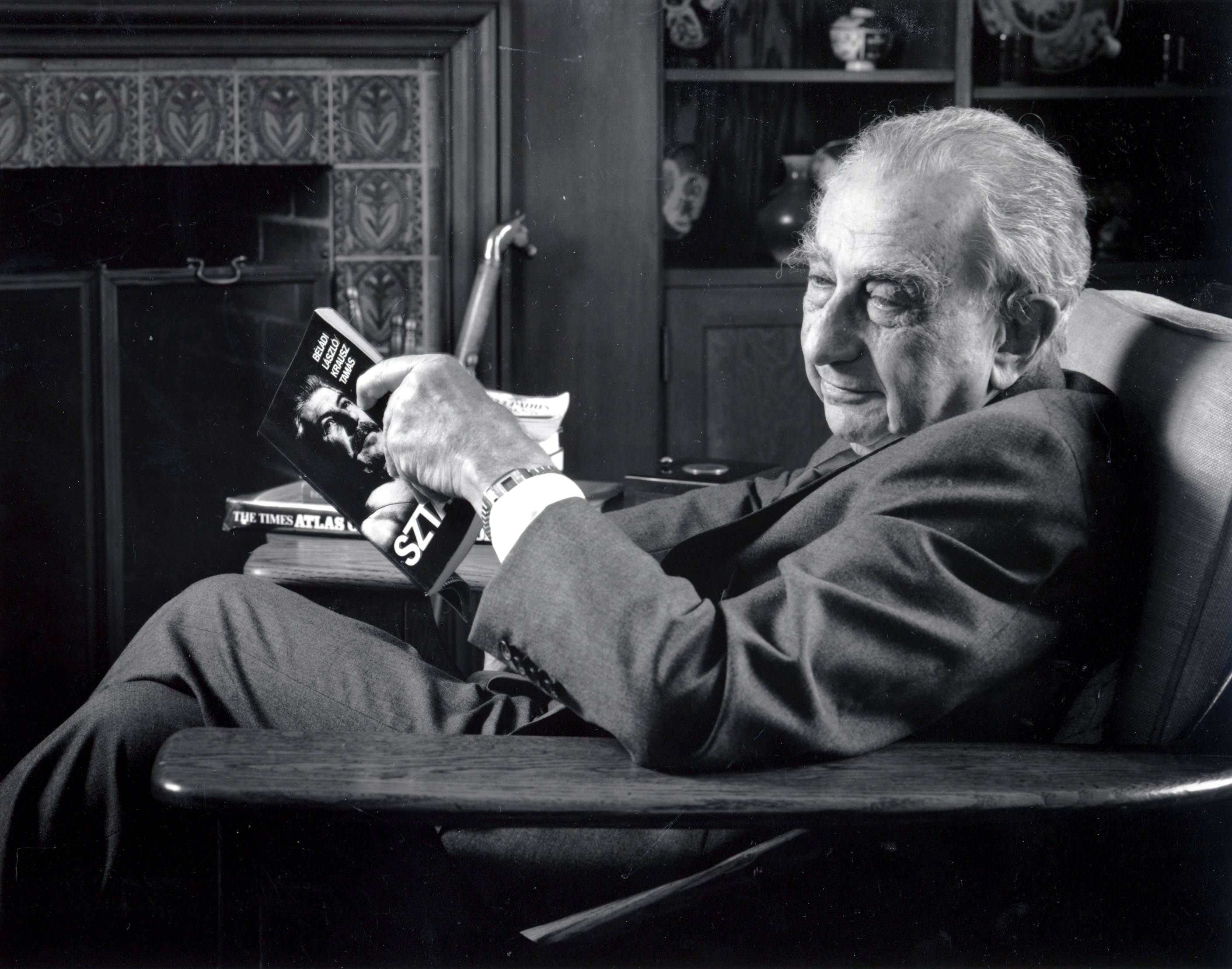

Е́двард Те́ллер (англ. Edward Teller, угор. Teller Ede; 15 січня 1908, Будапешт — 9 вересня 2003, Станфорд, Каліфорнія) — американський фізик угорського походження, безпосередній керівник робіт зі створення американської водневої бомби.

## Біографія
Народився 15 січня 1908 року в Будапешті. Навчався у Вищій технічній школі в Карлсруе, в Мюнхенському (в Арнольда Зоммерфельда) та Лейпцизькому університетах (у Вернера Гейзенберга). В останньому закладі 1930 року захистив докторську дисертацію (PhD). У тому ж році він подружився з радянськими фізиками Георгієм Гамовим і Львом Ландау. Довічна дружба Теллера з чеським фізиком Георгом Плачеком також була дуже важливою для його становлення в науці. Саме Плачек організував 1932 року його річне перебування в Римі у Енріко Фермі, таким чином визначивши подальшу наукову кар'єру Теллера в ядерній фізиці. 1930 року Теллер перебрався до Геттінгенського університету, у той час одного з найбільших світових центрів фізики завдяки присутності Макса Борна і Джеймса Франка.
Після того, як Адольф Гітлер став канцлером Німеччини в січні 1933 року, Німеччина стала небезпечною для євреїв, і Теллер виїхав з країни за допомогою Міжнародного комітету порятунку. 1934 року отримав Рокфеллерівську стипендію, працював у Нільса Бора в Данії. 1935 року емігрував до США. У 1935—1941 роках працював професором фізики університету Джорджа Вашингтона разом з Георгієм Гамовим.
1941 року, отримавши американське громадянство, увійшов до складу дослідницької групи зі створення атомної бомби (працював у Колумбійському та Чиказькому університетах, а також у Лос-Аламоській лабораторії). У 1946—1952 роках Теллер — професор Чиказького університету, в 1953—1975 роках — професор Каліфорнійського університету в Берклі, з 1954 року — директор щойно організованої Ліверморської радіаційної лабораторії ім. Лоуренса при Каліфорнійському університеті. Керівник програми зі створення водневої бомби (перше її випробування пройшло на Маршаллових островах 1 листопада 1952 року). З 1955 по 1958 рік Теллер був членом генерального консультативного комітету Комісії з атомної енергії США.
Теллер належав до тих американських вчених, які наполягали на необхідності забезпечення пріоритету США у сфері ядерних озброєнь. Він був проти заборони ядерних випробувань у трьох середовищах, виступав за створення ефективніших і дешевих видів атомної зброї, що вражала б ціль з мінімальним випадінням радіоактивних опадів, за розгортання лазерної зброї в космосі.
Крім робіт, пов'язаних з атомним озброєнням, Теллер займався дослідженнями в області квантової механіки, ядерної фізики, спектроскопії багатоатомних молекул, фізичної хімії, фізики космічних променів та елементарних частинок. Спільно з Джорджем Гамовим в 1936 році сформулював правило відбору при β-розпаді, вніс внесок у теорію ядерних взаємодій. Незалежно від інших в 1947 році довів існування мезоатомів. Спільно з Морісом Гольдхабером в 1948 році передбачив резонансне розсіювання на ядрах (гігантський резонанс).
У 1962 році Теллер був удостоєний премії Енріко Фермі «за внесок у хімічну та ядерну фізику, за керівництво дослідженнями в області термоядерного синтезу і за зусилля щодо зміцнення національної безпеки». У 1975 році залишив посаду професора Каліфорнійського університету. У 1982 році виступив ініціатором проєкту стратегічної оборонної ініціативи (СОІ).
Помер 10 вересня 2003 року в Стенфорді (Каліфорнія).
На його честь названо астероїд 5006 Теллер.

## Наукові праці
- Our Nuclear Future; Facts, Dangers, and Opportunities (1958)
- Basic Concepts of Physics (1960)
- The Legacy of Hiroshima (1962)
- Energy from Heaven and Earth (1979)
- The Pursuit of Simplicity (1980)
- Better a Shield Than a Sword: Perspectives on Defense and Technology (1987)
- Conversations on the Dark Secrets of Physics (1991)
- Memoirs: A Twentieth-Century Journey in Science and Politics (2001)
- Теллер Э., Латтер А. Р. Наше ядерное будущее. М., 1958 (рос.)
- Теллер Э. и др. Физика высоких плотностей энергии. М., 1974 (рос.)